# أوكسابروزين
أوكسابروزين Oxaprozin أو Oxaprozinum هو مضاد التهاب لاستيروئيدي يستخدم لتخفيف الالتهاب، التورم، تيبس المفاصل وآلامها المترافقة مع الفصال العظمي والتهاب المفاصل الروماتيدي.

## كيميائيا
هو من مشتقات حمض البروبيونيك.

## الجرعة
يتوفر على شكل مضغوطة 600ملغ.
- الجرعة الاعتيادية للبالغين 1200ملغ يوميا.
- الجرعة القصوى 1800ملغ باليوم.
- يسمح باستخدامه فقط للأطفال فوق السادسة من العمر المصابين بالتهاب المفاصل الروماتويدي اليفعي.

## الآثار الجانبية
- ألم الصدر.
- اضطرابات الرؤية.
- قصر في التنفس وتعب.
- براز مدمى أو مسود أو قطراني، وبول غامق.
- سعال مدمى أو قيء يشبه حبيبات القهوة.
- غثيان، وألم في المعدة.
- نقص في الشهية.
- طفح جلدي.